# Hans Anthon Wagner
Hans Anthon Wagner (* 1. April 1945) ist ein deutscher Zeichner und Lithograf.

## Leben
Wagner ließ sich nieder als Einsiedler in einem Schäferkarren am Rande des Naturparks Schönbuch in Baden-Württemberg. Als freier Künstler fertigte er über 1000 Stadt- und Dorfansichten als Miniaturgraphiken im Zeichnungsformat von 45 × 45 mm auf einem Bogenformat von 9 × 9 cm. An Wochentagen betreut er das Museum Anthon in Ammerbuch-Breitenholz, in dessen Räumen er auch sein Atelier betreibt.

## Schriften
- Schäferkarren-Philosophie, Breitenholzer Igelverlag, 1999, 2005 und 2016, ISBN  978-3-937292-36-6
- Häuser sind auch nur Menschen, Breitenholzer Igelverlag, 1993, ISBN  978-3-929695-00-7
- Gorgosnoff geht duschen, Breitenholzer Igelverlag, 2013, ISBN  978-3-937292-62-5
- 5 Bände Schwäbische Ortsnecknamen zus. mit Wolfgang Wulz, Breitenholzer Igelverlag, ISBN 3-929695-03-0